# Clathrus
Clathrus P. Micheli ex L. (okratek) – rodzaj grzybów z rodziny sromotnikowatych (Phallaceae).

## Charakterystyka
Grzyby saprotroficzne. Owocniki za młodu mają postać „czarciego jaja”, po dojrzeniu zaś wyglądają jak głowonogi lub kratkowate kule o dużych oczkach, wewnątrz pokryte oliwkowoczarniawą masą zarodników, cuchnącą padliną lub odchodami. Zarodniki podłużnie eliptyczne, gładkie, bez pory rostkowej, z nasadą sterygmy na końcach.

## Systematyka i nazewnictwo
Pozycja w klasyfikacji: Phallaceae, Phallales, Phallomycetidae, Agaricomycetes, Agaricomycotina, Basidiomycota, Fungi (według Index Fungorum).
Takson utworzył w 1753 roku Pier Antonio Micheli. Jego typem nomenklatorycznym jest Clathrus ruber P. Micheli ex Pers. Synonimy naukowe:

- Anthurus Kalchbr. & MacOwan
- Aserophallus Mont. & Lepr.
- Clathrella E. Fisch.
- Cletria P. Browne
- Colonnaria Raf., Med. Repos.
- Dycticia Raf., Med. Repos.
- Linderia G. Cunn.
- Linderiella G. Cunn

Polską nazwę podał Feliks Teodorowicz w 1939 r., ten sam autor podawał również inną nazwę tego rodzaju – kwiatowiec.
Gatunki występujące w Polsce:
- Clathrus archeri (Berk.) Dring 1980 – okratek australijski
- Clathrus ruber P. Micheli ex Pers. 1801 – okratek czerwony

Nazwy naukowe na podstawie Index Fungorum. Nazwy polskie według W. Wojewody.